# Mark Brain

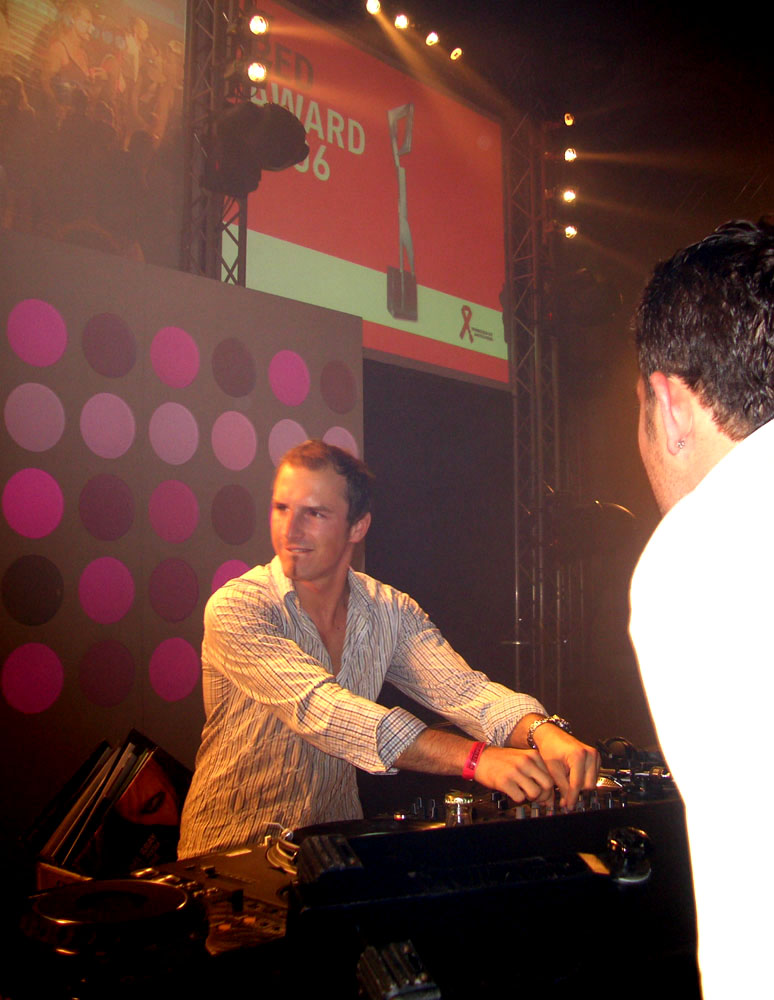
Mark Brain, Red Award 2006 in Berlin

Mark Brain, bürgerlich Markus Buthe (* 30. Januar 1978 in Paderborn) ist ein DJ und Produzent im Bereich elektronische Musik (House, Techno, Progressive).

## Leben
Von 1997 bis 2001 legte Mark Brain für Radio Eins Live (WDR) auf.
2001 unterschrieb er einen Plattenvertrag bei Alphabet City. Seine Produktionen wurden in Playlisten internationaler DJ-Größen wie Paul van Dyk, Armin van Buuren oder Neil Moore (BFBS Radio 1) aufgenommen. Harold Faltermeyer nahm ihn mit auf sein Best-of-Album A portrait of Harold Faltermeyer – The greatest hits. Mark Brain ist auch noch unter dem Projekt Brain Inc. bekannt, welches er mit Marco Wolters (Voltaxx) produziert.
2014 veröffentlichte er als Co-Autor das Buch Allzeit gut schlafen: ... entspannt für große Aufgaben.

## Diskografie

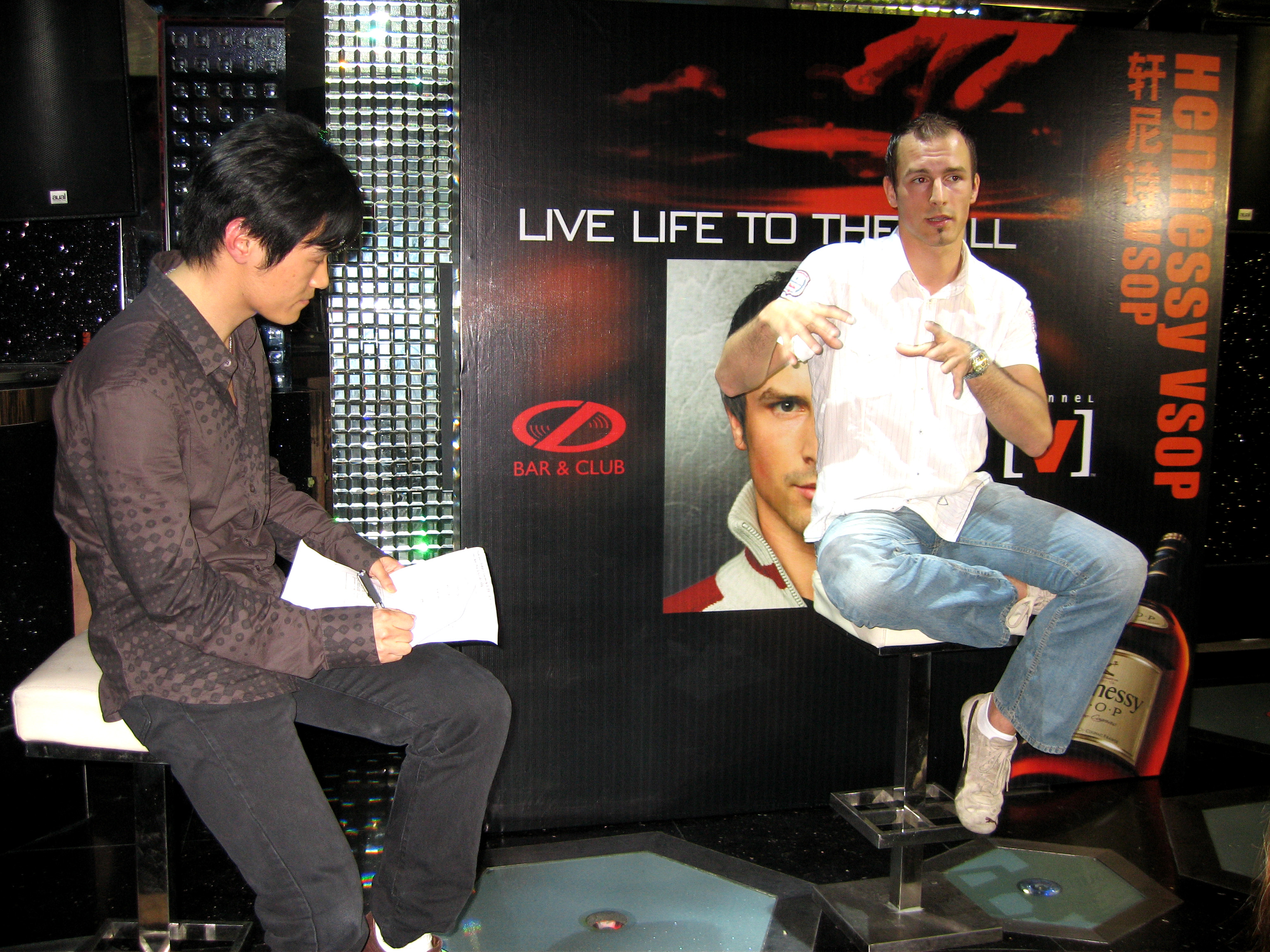
Pressekonferenz mit Mark Brain im CD Club in Schanghai, China (2006)

### Singles
- 2016 – Brain Inc. – My piano (Nouk Records)
- 2016 – Mark Brain – Ataraxie (Roar Recordings)
- 2009 – Mark Brain – Datacity (Turning Wheel Records)
- 2004 – Brain Inc. – The Orange Theme (Schallpark)
- 2003 – Mark Brain – Ease the pressure / Los Ninos del parque (Alphabet City)
- 2003 – Brain Inc. – Running Man (Schallpark)
- 2002 – Mark Brain – Radical (Alphabet City)
- 2001 – Mark Brain – Stonehenge (Alphabet City)
- 2000 – Mark Brain & Tom Mayah – Basepower (4 the music)
- 2000 – Mark Brain & Tom Mayah – Step Tech
- 2000 – Mark Brain & Tom Mayah – Union Crowd Theme

### Remixes
- 2010 – Mr.Root vs Victor Simonelli ft. Sunset People – Dreaming ain't enough (Mark Brain & Meirich TechHouse RMX)
- 2009 – Trilogy Project vs Angelstar – Last Night (Mark Brain & Meirich Woosh Dub)
- 2001 – Powell – I am ready (Mark Brain Remix)
- 2001 – Badlands – Let them know (Mark Brain & Tom Mayah Remix)
- 2000 – The Groove Town Gang – Ain´t no mountain high enough (Mark Brain & Tom Mayah Clubbin' Mix)